# Justine Smethurst
Justine Smethurst (Melbourne, Victoria, 14 janvier 1987 - ) est une joueuse de softball australienne. Elle remporta en 2008 une médaille de bronze en softball aux Jeux olympiques de Pékin avec l'équipe australienne de softball.